# 湾岸長島インターチェンジ
湾岸長島インターチェンジ（わんがんながしまインターチェンジ）は、三重県桑名市の旧長島町域の南端にある、伊勢湾岸自動車道のインターチェンジ。

## 概要
トランペット型で双方向へアクセスできるフルインターチェンジである。湾岸長島PAを併設している。なお、湾岸長島PA利用後に湾岸長島ICへ出ることは可能だが、湾岸長島ICから入った場合はPAを利用できない。

## 周辺
- 長島温泉（ナガシマリゾート）
  - ナガシマスパーランド
  - 三井アウトレットパーク ジャズドリーム長島
  - 名古屋アンパンマンこどもミュージアム
- なばなの里
- CBCラジオ長島送信所

## 接続する道路
- 三重県道7号水郷公園線

## 料金所
- レーン数：9

### 入口
- レーン数：3
  - ETC専用：1
  - ETC/一般：1
  - 一般：1

### 出口
- レーン数：5
  - ETC専用：2
  - 一般：1
  - 休止中：2

## 隣
E1A 伊勢湾岸自動車道
(12) 弥富木曽岬IC - (13) 湾岸長島IC/PA - (14) 湾岸桑名IC